# Jiří Kománek
Jiří Kománek (6. dubna 1937 – 17. prosince 2022) byl český fotbalista, záložník.

## Fotbalová kariéra
V československé lize hrál za Spartak Hradec Králové a Baník Ostrava. Nastoupil ve 120 ligových utkáních a dal 12 gólů. V PMEZ nastoupil ve 2 utkáních. Za olympijskou reprezentaci nastoupil v roce 1964 ve 2 utkáních.

## Ligová bilance
| Ročník                                   | Zápasy | Góly | Klub                   |
| ---------------------------------------- | ------ | ---- | ---------------------- |
| 1. československá fotbalová liga 1960/61 | 6      | 0    | Spartak Hradec Králové |
| 1. československá fotbalová liga 1961/62 | 25     | 1    | Spartak Hradec Králové |
| 1. československá fotbalová liga 1962/63 | 26     | 4    | Spartak Hradec Králové |
| 1. československá fotbalová liga 1963/64 | 18     | 1    | Spartak Hradec Králové |
| 1. československá fotbalová liga 1964/65 | 17     | 5    | Baník Ostrava          |
| 1. československá fotbalová liga 1965/66 | 17     | 1    | Baník Ostrava          |
| 1. československá fotbalová liga 1967/68 | 11     | 0    | Baník Ostrava          |
| CELKEM                                   | 120    | 12   |                        |